# Laura Chiatti
Laura Chiatti (Castiglione del Lago, Italia, 15 de julio de 1982) es una actriz y cantante italiana.

## Biografía
Inicialmente pretendía consolidarse como cantante, pero su carrera tomó otro camino en 1996 cuando ganó el certamen de belleza Miss Teen Europa. A pesar de ello, cultiva su talento como cantante y graba dos discos en inglés.
En 2000 debutó como actriz en la telenovela Un posto al sole de la cadena Rai Tre seguido de Compagni di scuola, Carabinieri, Diritto di difesa, Incantesimo 7 y otros.
Más tarde se inicia en el cine en 2004 con la película Mai più come prima de Giacomo Campiotti. En 2005 es protagonista junto a Kledi Kadiu de Passo a due. En esta película, además de actuar también baila. El avance en su carrera como actriz se produjo en 2006 con la película de Paolo Sorrentino, L'amico di famiglia con Giacomo Rizzo y Fabrizio Bentivoglio y también A casa nostra de Francesca Comencini con actores como Valeria Golino y Luca Zingaretti.
En 2007 es de nuevo protagonista junto a Riccardo Scamarcio en Ho voglia di te dirigida por Luis Prieto y basada en la novela homónima de Federico Moccia. Ese mismo año regresa a la pequeña pantalla con la miniserie de televisión Rino Gaetano - Ma il cielo è sempre più blu, dirigida por Marco Turco.
En 2008 protagoniza Il mattino ha l'oro in bocca, una película autobiográfica basada en el libro de Marco Baldini.
En 2009, de nuevo en la pantalla grande, actúa en cuatro películas; Baaria, dirigida por Giuseppe Tornatore, en la que tiene un pequeño papel; Il caso dell'infedele Klara, dirigida por Roberto Faenza; Gli amici del bar Margherita, dirigida por Pupi Avati e Iago, dirigida por Wolfgang De Biasi.
En 2010 vuelve a ser protagonista interpretando a Lara en la película  Io, loro e Lara de Carlo Verdone y también aparece en la película Somewhere de la estadounidense Sofia Coppola.

## Vida privada
En 2007 comenzó a salir con el actor italiano Francesco Arca, la pareja se comprometió pero se separaron en 2010.
Laura salió con el actor italiano Claudio Santamaria.
En 2014 comenzó a salir con el actor italiano Marco Bocci, la pareja se comprometió y se casaron el 4 de julio en Perugia.

## Filmografía

### Cine
- Laura non c'è, dirigida por Antonio Bonifacio (1998).
- Pazzo d'amore, dirigida por Mariano Laurenti (1999).
- Vacanze sulla neve, dirigida por Mariano Laurenti (1999).
- Via del corso, dirigida por Adolfo Lippi (2000).
- Mai più come prima, dirigida por Giacomo Campiotti (2005).
- Passo a due, dirigida por Andrea Barzini (2005).
- L'amico di famiglia, dirigida por Paolo Sorrentino (2006).
- A casa nostra, dirigida por Francesca Comencini (2006).
- Ho voglia di te, dirigida por Luis Prieto (2007).
- Il mattino ha l'oro in bocca, dirigida por Francesco Patierno (2008).
- Iago, dirigida por Volfango De Biasi (2009).
- Il caso dell'infedele Klara, dirigida por Roberto Faenza (2009).
- Gli amici del bar Margherita, dirigida por Pupi Avati (2009).
- Baaria, dirigida por Giuseppe Tornatore (2009).
- Io, loro e Lara, dirigida por Carlo Verdone (2010).
- Somewhere, dirigida por Sofia Coppola (2010).
- Enredados (Rapunzel - L'intreccio della torre), dirigida por Byron Howard y Nathan Greno (2010), voz de Rapunzel en la versión italiana.
- Manuale d'amore 3, dirigida por Giovanni Veronesi (2011).

### Televisión
- Un posto al sole, varios directores (2000).
- Angelo il custode, dirigida por Gianfranco Lazotti (2001).
- Compagni di scuola, dirigida por Tiziano Aristarco y Claudio Norza (2001).
- Padri, dirigida por Riccardo Donna (2002).
- Carabinieri, dirigida por Raffaele Mertes (2002).
- Arrivano i Rossi, dirigida por Andrea Marchi (2003).
- Incantesimo 7, dirigida por Alessandro Cane y Tomaso Sherman (2004).
- Don Matteo 4, dirigida por Andrea Barzini y Giulio Base - Episodio: "Tre spari nel buio" (2004)
- Diritto di difesa, dirigida por Gianfranco Lazotti y Donatella Maiorca (2004).
- Rino Gaetano - Ma il cielo è sempre più blu, dirigida por Marco Turco (2007).

### Música
- Noi due indivisibili en dueto con Luciano Caldore (1999).

### Videoclips
- Ti scatterò una foto de Tiziano Ferro (2007).

## Publicidad
- Luigi Lavazza S.p.A. (2004-2005)

## Premios
- Etruria Film Award como actriz revelación del año (2005).
- Premio Simpatía (2009) - Recogido en el Capitolio.